# كورال سبرنغز
كورال سبرنغز (بالإنجليزية: Coral Springs)‏ هي مدينة أمريكية تقع في ولاية فلوريدا. ويبلغ عدد سكانها 121096 نسمة حسب إحصاء سنة 2010 م 121096.

## التركيبة السكانية
حدّد مكتب تعداد الولايات المتحدة بيانات التركيبة السكانية لكورال سبرنغز في تعداد الولايات المتحدة. في ما يلي، التركيبة السكانية حسب تعدادي 2000 و2010.

### تعداد عام 2000
بلغ عدد سكان كورال سبرنغز 117,549 نسمة بحسب تعداد عام 2000، وبلغ عدد الأسر 39,522 أسرة وعدد العائلات 31,309 عائلة مقيمة في المدينة. في حين سجلت الكثافة السكانية 1,892 نسمة لكل كيلومتر مربع (4,900.3/ميل2). وبلغ عدد الوحدات السكنية 41,337 وحدة بمتوسط كثافة قدره 665.3 لكل كيلومتر مربع (1,723.1/ميل2).
وتوزع التركيب العرقي للمدينة بنسبة 81.55% من البيض و9.16% من الأمريكيين الأفارقة و0.18% من الأمريكيين الأصليين و3.53% من الأمريكيين ذوي الأصول الآسيوية و0.07% من سكان جزر المحيط الهادئ و2.99% من الأعراق الأخرى و2.52% من عرقين مختلطين أو أكثر و15.51% من الهسبانيون أو اللاتينيون من أي عرق.
بلغ عدد الأسر 39,522 أسرة كانت نسبة 50.8% منها لديها أطفال تحت سن الثامنة عشر تعيش معهم، وبلغت نسبة الأزواج القاطنين مع بعضهم البعض 61.4% من أصل المجموع الكلي للأسر، ونسبة 13.3% من الأسر كان لديها معيلات من الإناث دون وجود شريك، بينما كانت نسبة 4.5% من الأسر لديها معيلون من الذكور دون وجود شريكة وكانت نسبة 20.8% من غير العائلات. تألفت نسبة 15.2% من أصل جميع الأسر من عدة أفراد يعيشون في نفس المنزل ونسبة 4% كانت تتألف من شخص يعيش بمفرده يبلغ من العمر 65 عاماً أو أكثر. وبلغ متوسط حجم الأسرة المعيشية 2.96، أما متوسط حجم العائلات فبلغ 3.30.
بلغ العمر الوسطي للسكان 33.8 عاماً. وكانت نسبة 30.7% من القاطنين تحت سن الثامنة عشر، وكانت نسبة 7.9% بين الثامنة عشر والرابعة والعشرين عاماً، ونسبة 32.3% كانت واقعةً في الفئة العمرية ما بين الخامسة والعشرين والرابعة والأربعين عاماً، ونسبة 23.1% كانت ما بين الخامسة والأربعين والرابعة والستين، ونسبة 5.6% كانت ضمن فئة الخامسة والستين عاماً فما فوق. يوجد لكل 100 أنثى 95.3 ذكر، ويوجد لكل 100 أنثى في الثامنة عشر من عمرها فما فوق 91.3 ذكر.

### تعداد عام 2010
بلغ عدد سكان كورال سبرنغز 121,096 نسمة بحسب تعداد عام 2010، وبلغ عدد الأسر 41,814 أسرة وعدد العائلات 32,445 عائلة مقيمة في المدينة. في حين سجلت الكثافة السكانية 1,949.1 نسمة لكل كيلومتر مربع (5,048.1/ميل2). وبلغ عدد الوحدات السكنية 45,433 وحدة بمتوسط كثافة قدره 731.3 لكل كيلومتر مربع (1,894.1/ميل2).
وتوزع التركيب العرقي للمدينة بنسبة 69.17% من البيض و17.94% من الأمريكيين الأفارقة و0.24% من الأمريكيين الأصليين و5.10% من الأمريكيين ذوي الأصول الآسيوية و0.06% من سكان جزر المحيط الهادئ و4.19% من الأعراق الأخرى و3.31% من عرقين مختلطين أو أكثر و23.49% من الهسبانيون أو اللاتينيون من أي عرق.
بلغ عدد الأسر 41,814 أسرة كانت نسبة 43.7% منها لديها أطفال تحت سن الثامنة عشر تعيش معهم، وبلغت نسبة الأزواج القاطنين مع بعضهم البعض 55.3% من أصل المجموع الكلي للأسر، ونسبة 16.7% من الأسر كان لديها معيلات من الإناث دون وجود شريك، بينما كانت نسبة 5.5% من الأسر لديها معيلون من الذكور دون وجود شريكة وكانت نسبة 22.4% من غير العائلات. تألفت نسبة 17.3% من أصل جميع الأسر من عدة أفراد يعيشون في نفس المنزل ونسبة 4.4% كانت تتألف من شخص يعيش بمفرده يبلغ من العمر 65 عاماً أو أكثر. وبلغ متوسط حجم الأسرة المعيشية 2.89، أما متوسط حجم العائلات فبلغ 3.25.
بلغ العمر الوسطي للسكان 36.5 عاماً. وكانت نسبة 26.6% من القاطنين تحت سن الثامنة عشر، وكانت نسبة 9.4% بين الثامنة عشر والرابعة والعشرين عاماً، ونسبة 26.8% كانت واقعةً في الفئة العمرية ما بين الخامسة والعشرين والرابعة والأربعين عاماً، ونسبة 29.3% كانت ما بين الخامسة والأربعين والرابعة والستين، ونسبة 7.9% كانت ضمن فئة الخامسة والستين عاماً فما فوق. وتوزع التركيب الجنسي للسكان بنسبة 48.1% ذكور و51.9% إناث.

## المناخ
يظهر الجدول التالي التغييرات المناخية على مدار السنة لكورال سبرنغز:
| البيانات المناخية لـكورال سبرنغز  | البيانات المناخية لـكورال سبرنغز | البيانات المناخية لـكورال سبرنغز | البيانات المناخية لـكورال سبرنغز | البيانات المناخية لـكورال سبرنغز | البيانات المناخية لـكورال سبرنغز | البيانات المناخية لـكورال سبرنغز | البيانات المناخية لـكورال سبرنغز | البيانات المناخية لـكورال سبرنغز | البيانات المناخية لـكورال سبرنغز | البيانات المناخية لـكورال سبرنغز | البيانات المناخية لـكورال سبرنغز | البيانات المناخية لـكورال سبرنغز | البيانات المناخية لـكورال سبرنغز |
| الشهر                             | يناير                            | فبراير                           | مارس                             | أبريل                            | مايو                             | يونيو                            | يوليو                            | أغسطس                            | سبتمبر                           | أكتوبر                           | نوفمبر                           | ديسمبر                           | المعدل السنوي                    |
| --------------------------------- | -------------------------------- | -------------------------------- | -------------------------------- | -------------------------------- | -------------------------------- | -------------------------------- | -------------------------------- | -------------------------------- | -------------------------------- | -------------------------------- | -------------------------------- | -------------------------------- | -------------------------------- |
| الدرجة القصوى °ف (°م)             | 90 (32)                          | 90 (32)                          | 92 (33)                          | 100 (38)                         | 99 (37)                          | 100 (38)                         | 101 (38)                         | 99 (37)                          | 99 (37)                          | 97 (36)                          | 94 (34)                          | 89 (32)                          | 101 (38)                         |
| متوسط درجة الحرارة الكبرى °ف (°م) | 76 (24)                          | 77 (25)                          | 80 (27)                          | 83 (28)                          | 87 (31)                          | 90 (32)                          | 92 (33)                          | 92 (33)                          | 91 (33)                          | 87 (31)                          | 82 (28)                          | 78 (26)                          | 85 (29)                          |
| متوسط درجة الحرارة الصغرى °ف (°م) | 58 (14)                          | 58 (14)                          | 62 (17)                          | 66 (19)                          | 71 (22)                          | 74 (23)                          | 75 (24)                          | 75 (24)                          | 74 (23)                          | 71 (22)                          | 66 (19)                          | 61 (16)                          | 68 (20)                          |
| أدنى درجة حرارة °ف (°م)           | 25 (−4)                          | 21 (−6)                          | 32 (0)                           | 42 (6)                           | 50 (10)                          | 40 (4)                           | 61 (16)                          | 61 (16)                          | 57 (14)                          | 44 (7)                           | 36 (2)                           | 28 (−2)                          | 21 (−6)                          |
| الهطول إنش (مم)                   | 2.78 (71)                        | 2.76 (70)                        | 3.00 (76)                        | 3.40 (86)                        | 5.73 (146)                       | 7.31 (186)                       | 5.94 (151)                       | 6.91 (176)                       | 7.01 (178)                       | 5.73 (146)                       | 4.24 (108)                       | 2.46 (62)                        | 57.27 (1٬455)                    |
| المصدر:                           |                                  |                                  |                                  |                                  |                                  |                                  |                                  |                                  |                                  |                                  |                                  |                                  |                                  |

## أعلام
- كيفن شابمان
- أل جارديللا
- ستيف كلاين
- كودي براون
- ويليام بيندكت فريند
- كيمبو سلايس
- والتر ديكس
- تشيس ويليامسون
- سكيب كامبل